# Боровое (Волынская область)
Боровое (укр. Борове́) — село в Ровненской сельской общине Ковельского района Волынской области Украины.
До 2020 года входило в Любомльский район.
Код КОАТУУ — 0723384902. Население по переписи 2001 года составляет 284 человека. Почтовый индекс — 44332. Телефонный код — 3377. Занимает площадь 1,53 км².